# Lambahnúkur
För andra betydelser, se Lambahnúkur (olika betydelser).
Lambahnúkur är en bergstopp i republiken Island.   Den ligger i regionen Norðurland vestra, i den norra delen av landet, 220 km nordost om huvudstaden Reykjavík. Toppen på Lambahnúkur är 1 097 meter över havet.
Trakten ingår i den boreala klimatzonen. Årsmedeltemperaturen i trakten är −7 °C. Den varmaste månaden är juli, då medeltemperaturen är 4 °C, och den kallaste är februari, med −14 °C.